# 阮克煒
阮克煒（越南语：／，？—？），越南阮朝舉人、官員。

## 生平
阮克煒爲興安省東安縣平湖社人。父親爲明命六年鄉貢阮克宅，兄弟阮克普、阮克講也都中舉人。
1867年（嗣德二十年），在南定場中丁卯科舉人。
曾任河寧總督、海安總督和山興宣總督。後以尚書銜充北圻經略衙商佐。

## 家庭
女適枚中桔之子，生枚語。